# Mobilezone
Die Mobilezone GmbH (Eigenschreibweise: mobilezone) ist ein deutsches Telekommunikationsunternehmen mit Sitz in Köln. Es vermarktet anbieterunabhängige Mobilfunkverträge und mobile Endgeräte und ist auch als Mobilfunkprovider aktiv. Gegründet wurde das Unternehmen unter der Firma Sparhandy GmbH, 2016 umfirmiert zu SH Telekommunikation Deutschland GmbH. 2019 wurde die Gesellschaft von der Mobilezone Holding übernommen und 2020 in powwow GmbH umbenannt. Im Jahr 2023 erfolgte dann die Umfirmierung der powwow GmbH zur mobilezone GmbH.

## Geschichte
Sparhandy.de wurde im Jahr 2000 als Einmannunternehmen von Wilke Stroman in Ostfriesland gegründet. Seit 2003 ist der Firmensitz des Unternehmens in Köln.
Im August 2010 übernahm die Sparhandy GmbH den Bochumer Mobilfunkgroßhändler ebotrade GmbH und investierte 2,5 Millionen Euro in den 2014 fertiggestellten Lager- und Logistik-Komplex mit 1000 m² Lagerfläche und 1300 m² Bürofläche, wo über 150 Mitarbeiter beschäftigt sind. Im Juni 2013 schlossen die Sparhandy GmbH und die ElectronicPartner Handel SE eine strategische Kooperation, im Rahmen derer die Düsseldorfer Verbundgruppe ElectronicPartner eine Minderheitenbeteiligung an Sparhandy erwarb.
Am 2. Februar 2015 startete das Unternehmen den Teleshopping-Sender Sparhandy.tv, der über Satellit empfangbar ist und Verkaufsshows seiner Produkte zeigt. Seit Juni 2019 sendet er  unter dem Namen Handystar.
2015 erhöhte ElectronicPartner seine Beteiligung auf 50,1 Prozent. Im November 2015 vermeldete die Dortmunder W.E.S. Kommunikation GmbH, dass eine strategische Partnerschaft mit der Sparhandy GmbH eingegangen werde.
Im April 2016 fand die Umfirmierung statt: die Sparhandy GmbH wurde zur SH Telekommunikation Deutschland GmbH. Darüber hinaus erweiterten die SH Telekommunikation GmbH und EP ihre strategische Kooperation und bildeten ab dem 1. Juli 2016 eine Vertriebsorganisation, die die Integration der EP-Mitarbeiter in den neuen Bereichen Cardware, Services und Vertrieb Retail beinhaltete, sowie die Übernahme der Dienstewirtschaft (Infrastruktur). Zudem erwarb SH Telekommunikation Ende Juni 2016 die Markenrechte an getmobile. Im August desselben Jahres gründeten Badenova und die SH Telekommunikation Deutschland GmbH die Sparstrom GmbH und bieten unter sparstrom.de eine bundesweite Strom- und Gasversorgung an.
2019 wurde das Unternehmen vom Schweizer Unternehmen Mobilezone Holding übernommen.
Im April 2020 wurde powwow als neue Dachmarke eingeführt und das Unternehmen in powwow GmbH umbenannt. Damit einhergehend wurde auch die bereits 2019 von der Mobilezone übernommene DEINHANDY.de unter der neuen Dachmarke powwow integriert und seither durch die powwow GmbH betrieben.
Anfang März 2023 wurde das Unternehmen in mobilezone GmbH umbenannt.
Im August 2024 reaktivierte die mobilezone GmbH die Marke Simyo in Kooperation mit Telefónica Deutschland.

## Produkte
Die Tarife der Netzbetreiber und Serviceprovider kombiniert das Unternehmen mit Handymodellen. In den Anfangsjahren wurde auf die damals üblichen Bundling-Angebote gesetzt, bei denen der Mobilfunkvertrag auch die Funktion hatte, dem Kunden indirekte Finanzierungsangebote für die Hardware zu machen. Mit der Etablierung der ersten Flatrate-Angebote am Markt konzentrierte sich Sparhandy auf die Vermittlung des neuen Tarif-Konzepts.
Im Jahr 2000 begann das Unternehmen, Mobilfunkverträge direkt über die Provider The Phonehouse, Mobilcom (heute Mobilcom-Debitel) und Victorvox (heute Drillisch Telecom GmbH) zu schalten. Seit 2005 werden auch Netzbetreiberverträge angeboten. Mobilfunkgeräte verschiedener Hersteller können seit 2011 auch ohne Vertrag direkt über Sparhandy.de erworben werden. Seit Juli 2014 bietet Sparhandy zudem eigene Allnet-Flat-Tarife im Telekom-Netz an. Im April 2019 wurde für die Vermarktung der eigenen Tarife die neue Marke HIGH eingeführt. Außerdem vermarktet Sparhandy.de seit einigen Jahren über seine Seite auch DSL-Angebote.

## Auszeichnungen
Sparhandy.de wurde als erster Online-Shop seiner Kategorie mit dem Gütesiegel des TÜV Süd ausgezeichnet und erhielt darüber hinaus das Trusted-Shops-Gütesiegel.
2012 bis 2015 gehörte Sparhandy zu den Preisträgern des Deloitte Technology Fast 50 Awards.